# ニチョ
ニチョ（Nicho、1971年5月19日 - ）は、メキシコのプロレスラー。
本名、ディオニシオ・カスティリアノス・トーレス（Dionicio Castellanos Torres）、バハ・カリフォルニア州ティフアナ出身。
初代シコシス（Psicosis）として活躍。シコシスとは日本語で『精神の狂った男』の意味を持つ。

## 来歴
1989年、エル・サルバヘ（El Salvaje）のリングネームでプロレスデビュー。レイ・ミステリオ・シニアおよび兄のファビアの元でトレーニングを積んだ後のデビューである。主にインディー団体を転戦した。
1992年、AAAに覆面レスラーとして登場。メキシコの団体ではレイ・ミステリオとの抗争を繰り広げていた。1994年には初来日を果たし、ウルティモ・ドラゴンがプロデュースしたWAR主催のSuper-Jcup 2ndstageに参戦している。
1995年、ECWにレイ・ミステリオと共に参戦。
1996年、WCWに入団。シコシス（Psicosis）のリングネームで活動を開始。同年、ミステリオと共にWARに参戦。
1998年、LWoの一員として活動。
1999年8月、メキシコでレイ・ミステリオ・シニアと対戦して敗れ、素顔を晒した。9月にはアメリカでサンドマンと対戦して敗れ、アメリカでも素顔を晒した。以降素顔で活動。
2000年、WCWから解雇となる。2001年、全日本プロレスに参戦後、ECWに復帰。ECW消滅後は、AAAを主戦場とした。2代目シコシスがいたため、ニチョ・エル・ミジョナロ（Nicho el Millonario）のリングネームで活動。
2004年、TNAに参戦し、2005年よりWWEと契約を交わし入団。SmackDown!にてメキシクールズの一員となったが2006年11月1日に解雇された。WWE解雇後、CMLLに登場もすぐに退団。
2007年2月5日にAAAに登場。出場停止中だったラ・パルカのマスクを被って乱入、大親友コナンの仇を取るためシベルネティコに宣戦布告をした。
2012年5月、AAAにてリングネームの権利を獲得してシコシスへと戻す。2014年にはインディー団体に出場する際にはニチョ（Nicho）のリングネームを使用している。

## 得意技
- トペ・スイシーダ
- サイコギロチン

ダイビングギロチンドロップ

## 獲得タイトル
WCW
- WCWクルーザー級王座 : 2回

WWA
- WWAクルーザー級王座 : 1回
- WWAウェルター級王座 : 3回
- WWAミドル級王座 : 1回
- WWA世界ジュニアライト級王座
- WWAトリオ王座 : 1回（w / フエルサ・ゲレーラ&フベントゥ・ゲレーラ）

その他
- メキシコナショナルトリオ王座 : 2回
- メキシコナショナルウェルター級王座
- AAA世界タッグチーム王座
- AAA・IWCタッグチーム王座
- アメリカスタッグチーム王座
- IWASタッグチーム王座
- LAWAウェルター級王座
- WWA・WWASウェルター級王座
- APWクルーザー級王座
- WPWクルーザー級王座